# Danh sách tiểu hành tinh: 15201–15300
| Tên                   | Tên đầu tiên | Ngày phát hiện       | Nơi phát hiện          | Người phát hiện                  |
| --------------------- | ------------ | -------------------- | ---------------------- | -------------------------------- |
| 15201 -               | 1976 UY      | 31 tháng 10 năm 1976 | La Silla               | R. M. West                       |
| 15202 Yamada-Houkoku  | 1977 EM5     | 12 tháng 3 năm 1977  | Kiso                   | H. Kosai, K. Hurukawa            |
| 15203 Grishanin       | 1978 SS6     | 16 tháng 9 năm 1978  | Nauchnij               | L. V. Zhuravleva                 |
| 15204 -               | 1978 UG      | 28 tháng 10 năm 1978 | Anderson Mesa          | H. L. Giclas                     |
| 15205 -               | 1978 VC4     | 7 tháng 11 năm 1978  | Palomar                | E. F. Helin, S. J. Bus           |
| 15206 -               | 1978 VJ6     | 6 tháng 11 năm 1978  | Palomar                | E. F. Helin, S. J. Bus           |
| 15207 -               | 1979 KD      | 19 tháng 5 năm 1979  | La Silla               | R. M. West                       |
| 15208 -               | 1979 MW1     | 25 tháng 6 năm 1979  | Siding Spring          | E. F. Helin, S. J. Bus           |
| 15209 -               | 1979 ML2     | 25 tháng 6 năm 1979  | Siding Spring          | E. F. Helin, S. J. Bus           |
| 15210 -               | 1979 MU2     | 25 tháng 6 năm 1979  | Siding Spring          | E. F. Helin, S. J. Bus           |
| 15211 -               | 1979 MW3     | 25 tháng 6 năm 1979  | Siding Spring          | E. F. Helin, S. J. Bus           |
| 15212 Yaroslavlʹ      | 1979 WY3     | 17 tháng 11 năm 1979 | Nauchnij               | L. I. Chernykh                   |
| 15213 -               | 1980 UO1     | 31 tháng 10 năm 1980 | Palomar                | S. J. Bus                        |
| 15214 -               | 1981 DY      | 28 tháng 2 năm 1981  | Siding Spring          | S. J. Bus                        |
| 15215 -               | 1981 EH13    | 1 tháng 3 năm 1981   | Siding Spring          | S. J. Bus                        |
| 15216 -               | 1981 EX14    | 1 tháng 3 năm 1981   | Siding Spring          | S. J. Bus                        |
| 15217 -               | 1981 ET19    | 2 tháng 3 năm 1981   | Siding Spring          | S. J. Bus                        |
| 15218 -               | 1981 EO41    | 2 tháng 3 năm 1981   | Siding Spring          | S. J. Bus                        |
| 15219 -               | 1981 EY42    | 2 tháng 3 năm 1981   | Siding Spring          | S. J. Bus                        |
| 15220 Sumerkin        | 1981 SC7     | 28 tháng 9 năm 1981  | Nauchnij               | L. V. Zhuravleva                 |
| 15221 -               | 1981 UA23    | 24 tháng 10 năm 1981 | Palomar                | S. J. Bus                        |
| 15222 -               | 1982 FL1     | 24 tháng 3 năm 1982  | Kleť                   | A. Mrkos                         |
| 15223 -               | 1984 SN4     | 21 tháng 9 năm 1984  | La Silla               | H. Debehogne                     |
| 15224 -               | 1985 JG      | 15 tháng 5 năm 1985  | Anderson Mesa          | E. Bowell                        |
| 15225 -               | 1985 RJ4     | 11 tháng 9 năm 1985  | La Silla               | H. Debehogne                     |
| 15226 -               | 1986 UP      | 28 tháng 10 năm 1986 | Kleť                   | Z. Vávrová                       |
| 15227 -               | 1986 VA      | 4 tháng 11 năm 1986  | Siding Spring          | R. H. McNaught                   |
| 15228 Ronmiller       | 1987 DG      | 23 tháng 2 năm 1987  | Palomar                | C. S. Shoemaker, E. M. Shoemaker |
| 15229 -               | 1987 QZ6     | 22 tháng 8 năm 1987  | La Silla               | E. W. Elst                       |
| 15230 Alona           | 1987 RF1     | 13 tháng 9 năm 1987  | La Silla               | H. Debehogne                     |
| 15231 Ehdita          | 1987 RO5     | 4 tháng 9 năm 1987   | Nauchnij               | L. V. Zhuravleva                 |
| 15232 -               | 1987 SD13    | 24 tháng 9 năm 1987  | La Silla               | H. Debehogne                     |
| 15233 -               | 1987 WU4     | 16 tháng 11 năm 1987 | Kleť                   | A. Mrkos                         |
| 15234 -               | 1988 BJ5     | 28 tháng 1 năm 1988  | Siding Spring          | R. H. McNaught                   |
| 15235 -               | 1988 DA5     | 25 tháng 2 năm 1988  | Siding Spring          | R. H. McNaught                   |
| 15236 -               | 1988 RJ4     | 1 tháng 9 năm 1988   | La Silla               | H. Debehogne                     |
| 15237 -               | 1988 RL6     | 6 tháng 9 năm 1988   | La Silla               | H. Debehogne                     |
| 15238 Hisaohori       | 1989 CQ      | 2 tháng 2 năm 1989   | Geisei                 | T. Seki                          |
| 15239 Stenhammar      | 1989 CR2     | 4 tháng 2 năm 1989   | La Silla               | E. W. Elst                       |
| 15240 -               | 1989 GF3     | 3 tháng 4 năm 1989   | La Silla               | E. W. Elst                       |
| 15241 -               | 1989 ST3     | 16 tháng 9 năm 1989  | La Silla               | E. W. Elst                       |
| 15242 -               | 1989 SX5     | 16 tháng 9 năm 1989  | La Silla               | E. W. Elst                       |
| 15243 -               | 1989 TU1     | 9 tháng 10 năm 1989  | Gekko                  | Y. Oshima                        |
| 15244 -               | 1989 TY2     | 7 tháng 10 năm 1989  | La Silla               | E. W. Elst                       |
| 15245 -               | 1989 TP16    | 4 tháng 10 năm 1989  | La Silla               | H. Debehogne                     |
| 15246 Kumeta          | 1989 VS1     | 2 tháng 11 năm 1989  | Kitami                 | K. Endate, K. Watanabe           |
| 15247 -               | 1989 WS      | 20 tháng 11 năm 1989 | Kushiro                | S. Ueda, H. Kaneda               |
| 15248 Hidekazu        | 1989 WH3     | 29 tháng 11 năm 1989 | Kitami                 | K. Endate, K. Watanabe           |
| 15249 -               | 1989 YB5     | 28 tháng 12 năm 1989 | Haute Provence         | E. W. Elst                       |
| 15250 Nishiyamahiro   | 1990 DZ      | 28 tháng 2 năm 1990  | Kitami                 | K. Endate, K. Watanabe           |
| 15251 -               | 1990 EF2     | 2 tháng 3 năm 1990   | La Silla               | E. W. Elst                       |
| 15252 -               | 1990 OD1     | 20 tháng 7 năm 1990  | Geisei                 | T. Seki                          |
| 15253 -               | 1990 QA4     | 23 tháng 8 năm 1990  | Palomar                | H. E. Holt                       |
| 15254 -               | 1990 QM4     | 23 tháng 8 năm 1990  | Palomar                | H. E. Holt                       |
| 15255 -               | 1990 QQ8     | 16 tháng 8 năm 1990  | La Silla               | E. W. Elst                       |
| 15256 -               | 1990 RD1     | 14 tháng 9 năm 1990  | Palomar                | H. E. Holt                       |
| 15257 -               | 1990 RQ8     | 15 tháng 9 năm 1990  | La Silla               | H. Debehogne                     |
| 15258 Alfilipenko     | 1990 RN17    | 15 tháng 9 năm 1990  | Nauchnij               | L. V. Zhuravleva                 |
| 15259 -               | 1990 SL7     | 22 tháng 9 năm 1990  | La Silla               | E. W. Elst                       |
| 15260 -               | 1990 SY8     | 22 tháng 9 năm 1990  | La Silla               | E. W. Elst                       |
| 15261 -               | 1990 SV12    | 21 tháng 9 năm 1990  | La Silla               | H. Debehogne                     |
| 15262 Abderhalden     | 1990 TG4     | 12 tháng 10 năm 1990 | Tautenburg Observatory | F. Börngen, L. D. Schmadel       |
| 15263 Erwingroten     | 1990 TY7     | 13 tháng 10 năm 1990 | Tautenburg Observatory | L. D. Schmadel, F. Börngen       |
| 15264 Delbrück        | 1990 TU11    | 11 tháng 10 năm 1990 | Tautenburg Observatory | F. Börngen, L. D. Schmadel       |
| 15265 Ernsting        | 1990 TG13    | 12 tháng 10 năm 1990 | Tautenburg Observatory | L. D. Schmadel, F. Börngen       |
| 15266 -               | 1990 UQ3     | 16 tháng 10 năm 1990 | La Silla               | E. W. Elst                       |
| 15267 Kolyma          | 1990 VX4     | 15 tháng 11 năm 1990 | La Silla               | E. W. Elst                       |
| 15268 Wendelinefroger | 1990 WF3     | 18 tháng 11 năm 1990 | La Silla               | E. W. Elst                       |
| 15269 -               | 1990 XF      | 8 tháng 12 năm 1990  | Yatsugatake            | Y. Kushida, O. Muramatsu         |
| 15270 -               | 1991 AE2     | 7 tháng 1 năm 1991   | Siding Spring          | R. H. McNaught                   |
| 15271 -               | 1991 DE      | 19 tháng 2 năm 1991  | Oohira                 | T. Urata                         |
| 15272 -               | 1991 GH      | 3 tháng 4 năm 1991   | Dynic                  | A. Sugie                         |
| 15273 Ruhmkorff       | 1991 GQ3     | 8 tháng 4 năm 1991   | La Silla               | E. W. Elst                       |
| 15274 -               | 1991 GO6     | 8 tháng 4 năm 1991   | La Silla               | E. W. Elst                       |
| 15275 -               | 1991 GV6     | 8 tháng 4 năm 1991   | La Silla               | E. W. Elst                       |
| 15276 Diebel          | 1991 GA10    | 14 tháng 4 năm 1991  | Palomar                | C. S. Shoemaker, D. H. Levy      |
| 15277 -               | 1991 PC7     | 6 tháng 8 năm 1991   | La Silla               | E. W. Elst                       |
| 15278 Pâquet          | 1991 PG7     | 6 tháng 8 năm 1991   | La Silla               | E. W. Elst                       |
| 15279 -               | 1991 PY7     | 6 tháng 8 năm 1991   | La Silla               | E. W. Elst                       |
| 15280 -               | 1991 PW11    | 7 tháng 8 năm 1991   | Palomar                | H. E. Holt                       |
| 15281 -               | 1991 PT16    | 7 tháng 8 năm 1991   | Palomar                | H. E. Holt                       |
| 15282 Franzmarc       | 1991 RX4     | 13 tháng 9 năm 1991  | Tautenburg Observatory | F. Börngen, L. D. Schmadel       |
| 15283 -               | 1991 RB8     | 12 tháng 9 năm 1991  | Palomar                | H. E. Holt                       |
| 15284 -               | 1991 RZ16    | 15 tháng 9 năm 1991  | Palomar                | H. E. Holt                       |
| 15285 -               | 1991 RW18    | 14 tháng 9 năm 1991  | Palomar                | H. E. Holt                       |
| 15286 -               | 1991 RJ22    | 15 tháng 9 năm 1991  | Palomar                | H. E. Holt                       |
| 15287 -               | 1991 RX25    | 12 tháng 9 năm 1991  | Palomar                | H. E. Holt                       |
| 15288 -               | 1991 RN27    | 11 tháng 9 năm 1991  | Palomar                | H. E. Holt                       |
| 15289 -               | 1991 TL      | 1 tháng 10 năm 1991  | Siding Spring          | R. H. McNaught                   |
| 15290 -               | 1991 TF1     | 12 tháng 10 năm 1991 | Siding Spring          | R. H. McNaught                   |
| 15291 -               | 1991 VO1     | 4 tháng 11 năm 1991  | Kushiro                | S. Ueda, H. Kaneda               |
| 15292 -               | 1991 VD2     | 9 tháng 11 năm 1991  | Kushiro                | S. Ueda, H. Kaneda               |
| 15293 -               | 1991 VO3     | 4 tháng 11 năm 1991  | Kushiro                | S. Ueda, H. Kaneda               |
| 15294 Underwood       | 1991 VD5     | 7 tháng 11 năm 1991  | Palomar                | C. S. Shoemaker, D. H. Levy      |
| 15295 Tante Riek      | 1991 VA9     | 4 tháng 11 năm 1991  | Kitt Peak              | Spacewatch                       |
| 15296 -               | 1992 AS2     | 2 tháng 1 năm 1992   | Kitt Peak              | Spacewatch                       |
| 15297 -               | 1992 CF      | 8 tháng 2 năm 1992   | Kiyosato               | S. Otomo                         |
| 15298 -               | 1992 EB13    | 2 tháng 3 năm 1992   | La Silla               | UESAC                            |
| 15299 -               | 1992 ER17    | 1 tháng 3 năm 1992   | La Silla               | UESAC                            |
| 15300 -               | 1992 RV2     | 2 tháng 9 năm 1992   | La Silla               | E. W. Elst                       |